# 中村蒼
中村 蒼（なかむら あおい、1991年〈平成3年〉3月4日 - ）は、日本の俳優。福岡県福岡市出身。レプロエンタテインメント所属。

## 略歴
2005年11月に行われた、第18回ジュノン・スーパーボーイ・コンテストの最終選考会においてグランプリを受賞し芸能界入り。受賞時は中学3年生の14歳で、中学生のグランプリ受賞はコンテスト史上初であった。本人はこの応募は最初は乗り気ではなく、福岡を離れて東京に行くことが嫌だった。グランプリに選ばれた瞬間は、喜びよりも「やってしまった！」という後悔の気持ちが大きかったという。同コンテストへ応募したのは父親で、勉強があまり好きでなく人前も苦手である息子を心配していたことと、子供のころから息子が周囲に可愛いと言われていたのを「本当かな？」と思っての行動だったという。
2006年10月、舞台『田園に死す』に主演し俳優としてデビュー。寺山少年の役を演じる。
2007年3月末、芸能活動を本格的に始めるため、地元の福岡を一人離れ16歳で上京。7月には、連続テレビドラマ『BOYSエステ』でドラマ初主演を務める。9月にアメーバブログにて公式ブログを開設。11月公開の映画『恋空』に出演し、映画初出演を果たす。
2008年8月、初主演映画『ひゃくはち』が公開。秋には一芸入試により都内の大学の経営学部に合格。
7月23日から公式ブログをヤプログ!へ移転する。11月公開の主演映画『パラノーマル・アクティビティ 第2章 TOKYO NIGHT』は、世界30か国への配給が決まった。
2014年10月18日放送の主演ドラマ『マザーズ』（中京テレビ）は、平成26年度（第69回）文化庁芸術祭テレビ・ドラマ部門優秀賞、平成27年日本民間放送連盟賞テレビドラマ番組部門最優秀賞を受賞した。
2015年、ゆうばり国際ファンタスティック映画祭の第2回ニューウェーブアワード賞男優部門を受賞。
2015年10月スタートのドラマ『無痛〜診える眼〜』（フジテレビ）では、先天性無痛症で無毛症のキャラクターを演じるため、髪と眉をそり落とした。
2017年1月21日、6年間の交際を経て一般女性と結婚し、自身のブログで発表した。
2017年10月23日、第1子誕生を報告。
2019年12月10日、第2子誕生を報告。

## 人物
- 趣味はサッカー[17][18]・乗馬[17]。サッカーは小学生の頃から熱中し[19]、中学時代にもサッカー部に所属（ポジションはボランチ）[4]。乗馬はカレンダー撮影で初めて体験したことがきっかけである[6]。
- 特技は初主演ドラマ『BOYSエステ』で鍛練して修得したリンパマッサージ[6]。
- 最も好きなアーティストはKREVA[18]で、公式ブログでも、コンサートへ行ったこと[20]や新曲を聴いていること[21]を語っている。また主演映画『行け!男子高校演劇部』の初日舞台あいさつで、「大好きなもの」としてKARAを挙げた[22]。
- 『週刊少年ジャンプ』を愛読している[23]ほか、ボクシング漫画『はじめの一歩』のファンで、単行本を買い揃えている[24][25]。
- 2007年12月、初出演映画『恋空』で共演した新垣結衣（事務所の先輩）が第20回日刊スポーツ映画大賞新人賞を受賞した際、会場に出向き花束を渡した[26]。
- 初主演映画『ひゃくはち』で共に主演を務めた斎藤嘉樹とは、作品の設定と同様に高校の同級生であった[27]。ほかにも高校の同級生には本郷奏多[28]や川原一馬[29]がいる。
- 2009年6月9日放送の『踊る!さんま御殿!!』にゲスト出演した際、番組内でお笑いコンビ麒麟の川島明の物真似をしたところ、明石家さんまや他のゲストら全員にうけ、「踊る!ヒット賞」も獲得した[30]。
- 芸能界での交友関係については、『ひゃくはち』で共演した高良健吾[31]や、『行け!男子高校演劇部』で共演した池松壮亮[32]と仲が良いことを語っている。
- 好きな女性のタイプは「ご飯を美味しそうにいっぱい食べる人」と答えている[33]。

## 出演
太字は主演を示す

### テレビドラマ
- しにがみのバラッド。 第5話（2007年2月5日、テレビ東京） - 幾間大輝 役
- BOYSエステ（2007年7月13日 - 9月28日、テレビ東京） - 主演・赤城響 役
- ザ・休み時間（2008年5月9日 - 2009年9月27日、ディズニーチャンネル） - アキラ 役
- 学校じゃ教えられない!（2008年7月15日 - 9月16日、日本テレビ） - 水木一樹 役[34]
- Q.E.D. 証明終了（2009年1月8日 - 3月12日、NHK総合） - 主演・燈馬想 役
- 伝えたい!僕らの夢 聴導犬が教えてくれたチカラ〜あすなろ学校の物語〜（2009年7月20日、TBS） - 主演・高原彰 役
- オトコマエ!2 第12回（2009年11月28日、NHK総合） - 長谷川久尚 役
- エンゼルバンク〜転職代理人（2010年1月14日 - 3月11日、テレビ朝日） - 江村夏生 役
- ドラマW（WOWOW）
  - パーフェクト・ブルー（2010年2月7日） - 諸岡進也 役
  - 再生巨流（2011年3月6日） - 蓬莱秀樹 役
- プロポーズ兄弟〜生まれ順別 男が結婚する方法〜（2011年2月21日 - 24日、フジテレビ） - 山田三郎 役[注 1]
- マルモのおきて 最終話（2011年7月3日、フジテレビ） - 佐野泉 役[注 2]
- 花ざかりの君たちへ〜イケメン☆パラダイス〜2011（2011年7月10日 - 9月18日、フジテレビ） - 佐野泉 役
- 宮部みゆきスペシャル 魔術はささやく（2011年9月9日、フジテレビ） - 高木守 役
- ブラックボード〜時代と戦った教師たち〜 第1夜（2012年4月5日、TBS） - 馬場武文 役
- リーガル・ハイ 第1話（2012年4月17日、フジテレビ） - 坪倉裕一 役
- 息もできない夏（2012年7月10日 - 9月18日、フジテレビ） - 草野広太 役[35]
- MONSTERS 最終話（2012年12月9日、TBS） - 関根純平 役
- 悪女たちのメス episode2（2012年12月21日、フジテレビ） - 石塚誠一 役
- 白虎隊〜敗れざる者たち（2013年1月2日、テレビ東京） - 篠田儀三郎 役
- タンクトップファイター（2013年4月25日 - 6月20日、毎日放送） - 暮田空 役
- 大河ドラマ（NHK総合）
  - 八重の桜（2013年9月15日 - 12月15日） - 徳富蘇峰（猪一郎） 役[36]
  - べらぼう〜蔦重栄華乃夢噺〜（2025年1月5日 - ） - 次郎兵衛 役[37]
- なぞの転校生（2014年1月10日 - 3月28日、テレビ東京） - 主演・岩田広一 役[38]
- 希望の花（2014年2月25日、NHK総合）[39] - 主演・杉浦大樹 役[40]
- 東京ガードセンター（2014年4月10日 - 6月26日、Dlife） - 佐々岡守 役[41]
- アリスの棘（2014年4月11日 - 6月13日、TBS） - 磐台悠真 役[42]
- 本棚食堂（2014年8月18日 - 26日、NHK BSP） - 主演・真田錦 役[43]
  - 本棚食堂 第2シリーズ（2015年7月7日 - 28日）[44]
- 連続ドラマW 罪人の嘘（2014年8月31日 - 9月28日、WOWOW） - 広瀬祐 役[45]
- マザーズ（2014年10月18日、中京テレビ） - 主演・山瀬健太 役[46]
- ウロボロス〜この愛こそ、正義。 第1話（2015年1月16日、TBS） - 沢渡慶太 役[47]
- 永遠の0（2015年2月11日 - 15日、テレビ東京） - 大石賢一郎 役[48]
- かぶき者 慶次（2015年4月9日 - 6月18日、NHK総合） - 前田新九郎 役[49]
- 洞窟おじさん（2015年7月20日、NHK BSP） - 主演・加山一馬 役[50]
- 戦後70年 一番電車が走った（2015年8月10日、NHK総合） - 森永勘太郎 役[51]
- 図書館戦争 BOOK OF MEMORIES（2015年10月5日、TBS） - 朝比奈修二 役[52]
- 無痛〜診える眼〜（2015年10月7日 - 12月16日、フジテレビ） - イバラ 役[13]
- 福岡発地域ドラマ いとの森の家（2015年12月4日・12月11日、NHK総合〈九州・沖縄〉） - 中津先生 役
- タチアオイの咲く頃に〜会津の結婚〜 （2016年6月24日、福島中央テレビ） - 吉武雄太 役[53]
- せいせいするほど、愛してる（2016年7月12日 - 9月20日、TBS） - 宮沢綾 役[54]
- 潜入捜査アイドル・刑事ダンス（2016年10月9日 - 12月25日、テレビ東京） - 主演・辰屋すみれ 役[55]
- 真昼の悪魔（2017年2月4日 - 3月25日、東海テレビ・フジテレビ） - 難波聖人 役[56]
- 破獄（2017年4月12日、テレビ東京） - 野本金之助 役[57]
- 赤ひげ（2017年11月 - 12月、NHK BSP） - 保本登 役
  - 赤ひげ2（2019年11月1日 - 12月20日）
  - 赤ひげ3（2020年10月23日 - 12月4日）
  - 赤ひげ4（2022年11月4日 - 12月23日）
- 命売ります（2018年1月13日 - 3月24日、BSジャパン） - 主演・山田羽仁男 役[58]
- 悪魔が来りて笛を吹く（2018年7月28日、NHK BSP） - 三島東太郎 役[59]
- ダイアリー（2018年9月9日 - 30日、NHK BSP） - 桧山悠一 役
- NHKスペシャル「詐欺の子」（2019年3月23日、NHK総合） - 主演・嘉川大輔 役[60]
- 浮世の画家（2019年3月24日、NHK BS8K / 3月30日、NHK総合） - 小野益次 役
- あの家に暮らす四人の女（2019年9月30日、テレビ東京） - 本庄宗一 役[61]
- 連続テレビ小説（NHK総合）
  - エール（2020年3月30日 - 11月27日） - 村野鉄男 役[62]
  - らんまん（2023年5月8日 - 9月29日） - 広瀬佑一郎 役[63]
- 神様のカルテ 第2話・第3話（2021年2月22日・3月1日、テレビ東京） - 進藤辰也 役
- ネメシス（2021年4月11日 - 6月13日、日本テレビ） - 四万十勇次 役[64]
- 風の向こうへ駆け抜けろ（2021年12月18日・25日、NHK総合） - 緑川光司 役[65]
- 管理官キング（2022年1月6日、テレビ朝日） -  宝生瑛人 役 [66]
- 逃亡医F 第5話（2022年2月12日、日本テレビ） - モー 役[67]
- センゴク 〜大失敗したリーダーの大逆転〜（2022年3月30日、NHK BS4K / 2022年5月13日、NHK BSP） -  主演・千石健人 役[68]
- WOWOWオリジナルドラマ 椅子 第6話「雨が降っている」（2022年7月1日、WOWOW）- 優太 役[69]
- 家庭教師のトラコ（2022年7月20日 - 9月21日、日本テレビ） - 福田福多 役[70]
- 連続ドラマW-30 ながたんと青と-いちかの料理帖-（2023年3月24日 - 5月26日、WOWOW） - 田嶋明丞 役[71]
- わたしのお嫁くん（2023年4月12日 - 6月21日、フジテレビ） - 古賀一織 役[72]
- 大奥 Season2「医療編」（2023年10月3日 - 31日、NHK総合） - 徳川家斉 役[73][74]
- ギークス〜警察署の変人たち〜（2024年7月4日 - 9月19日、フジテレビ） - 芹沢直樹 役[75][76]
- 宙わたる教室（2024年10月8日 - 12月10日、NHK総合・BSP4K） - 相澤努 役[77]
- 東京サラダボウル（2025年1月7日 - 3月4日、NHK総合・BSP4K） - 織田覚 役[78]
- 山田全自動の福岡暮らし（2025年3月20日、テレビ東京） - 主演・山田全自動 役[79]
- シミュレーション 〜昭和16年夏の敗戦〜（2025年8月16日・17日、NHK総合） - 高城源一 役[80]
- フェイクマミー（2025年10月〈予定〉 - 、TBS） - 佐々木智也 役[81]

### 映画
- 恋空（2007年11月3日、東宝） - ノゾム 役
- ひゃくはち（2008年8月9日、ファントム・フィルム） - 主演・小林伸広（ノブ） 役
- BECK（2010年9月4日、松竹） - 桜井裕志（サク） 役[18]
- パーフェクト・ブルー（2010年9月18日、角川シネプレックス） - 諸岡進也 役
- 大奥（2010年10月1日、松竹 / アスミックエース） - 垣添 役
- パラノーマル・アクティビティ 第2章 TOKYO NIGHT（2010年11月20日、プレシディオ） - 主演・山野幸一 役
- サビ男サビ女 「Boy? meets girl.」（2011年1月15日、ニューシネマワークショップ） - 主演・村椿幸之助 役
- ほしのふるまち（2011年3月26日、よしもとアール・アンド・シー） - 主演・堤恒太郎 役
- キミとボク（2011年5月14日、アーク・フィルムズ） - 主演・青年 役
- マイ・バック・ページ（2011年5月28日、アスミック・エース） - 柴山洋 役
- 行け!男子高校演劇部（2011年8月6日、ショウゲート） - 主演・小笠原元気 役
- ハラがコレなんで（2011年11月5日、ショウゲート） - 児玉陽一 役
- 潔く柔く（2013年10月26日、東宝） - 真山稔邦 役
- 東京難民（2014年2月22日、ファントム・フィルム） - 主演・時枝修 役
- トワイライト ささらさや（2014年11月8日、ワーナー・ブラザース映画） - 佐野 役[82]
- 春子超常現象研究所（2015年12月5日（期間限定上映）） - テレビ 役[83]
- 嫌な女（2016年6月25日、松竹） - 磯崎賢 役[84]
- バースデーカード（2016年10月22日、東映） - 立石純 役[85]
- HiGH&LOW THE MOVIE 2 / END OF SKY（2017年8月19日、松竹） - 林蘭丸 役[86]
- ポンチョに夜明けの風はらませて（2017年10月28日、ショウゲート） - ジン 役[87]
- 空飛ぶタイヤ（2018年6月15日、松竹） - 杉本元 役[88]
- 闇の歯車（2019年1月19日）[89]
- もみの家（2020年3月20日、ビターズ・エンド） - 淳平 役[90]
- 映画ネメシス 黄金螺旋の謎（2023年3月31日、ワーナー・ブラザース映画） - 四万十勇次 役[91]
- 沈黙の艦隊（2023年9月29日、東宝） - 山中栄治 役[92]
  - 沈黙の艦隊 北極海大海戦（2025年9月26日公開予定、東宝）[93]
- アイミタガイ（2024年11月1日、ショウゲート） - 小山澄人 役[94]
- 室町無頼（2025年1月17日、東映） - 足利義政 役[95]
- 早乙女カナコの場合は（2025年3月14日、日活 / KDDI） - 吉沢洋一 役[96]
- 宝島（2025年9月19日公開予定、東映 / ソニー・ピクチャーズ エンタテインメント） - 小松 役[97]
- 見はらし世代（2025年10月10日公開予定、シグロ）[98]

### 配信ドラマ
- 世界の終わりに咲く花（2010年9月20日 - 11月23日、BeeTV） - 主演・矢野太陽 役（川島海荷とのダブル主演）
- L et M わたしがあなたを愛する理由、そのほかの物語（2012年2月1日 - 4月9日、BeeTV） - 倉田啓 役
- 夫のちんぽが入らない（2019年3月20日、FOD・Netflix） - 渡辺研一 役
- 逃亡料理人ワタナベ（2019年3月23日 - 5月25日、ひかりTV） - 刑事 役[99]
- 仮面ライダーBLACK SUN（2022年10月28日、Amazon Prime Video） - 南光太郎（1972年） 役[100]
- 沈黙の艦隊 シーズン1 〜東京湾大海戦〜（2024年2月9日 - 、Amazon Prime Video） - 山中栄治 役[101]
- 【推しの子】（2024年11月28日 -、Amazon Prime Video） 第4話〜第6話 - 雷田澄彰 役[102]

### オリジナルビデオ
- Clown Love (Short Movie)（2012年） - leccaのアルバム『ZOOLANDER』同梱DVDに収録[103]

### 舞台
- 田園に死す（2006年10月4日 - 8日、新国立劇場・中劇場） - 主演・寺山少年 役[104]
- カレーライフ（2011年5月14日 - 22日、天王洲 銀河劇場 / 6月4日 - 5日、森ノ宮ピロティホール / 6月10日、金沢市文化ホール / 6月12日、新潟市民芸術文化会館・劇場） - 主演・ケンスケ 役
- 朗読 カレーライフ（2011年12月29日、サンシャイン劇場） - 主演・ケンスケ 役
- 熱海殺人事件NEXT〜くわえ煙草伝兵衛捜査日誌〜（2012年4月6日 - 15日、紀伊國屋ホール / 4月18日、キャナルシティ劇場 / 4月21日 - 22日、森ノ宮ピロティホール） - 大山金太郎 役[105]
- つく、きえる（2013年6月4日 - 23日、新国立劇場・小劇場）[106]
- 真田十勇士（2014年1月7日 - 2月19日） - 真田大助 役[107]
- さようならば、いざ（2016年11月11日・12日 / 道新ホール / 11月16日 - 23日、東京芸術劇場 / 11月26日、米沢市市民文化会館）[108]
- ふたり舞台「悪人」（2018年3月29日 - 4月8日、三軒茶屋シアタートラム / 4月15日、兵庫県立芸術文化センター阪急中ホール） - 祐一 役[109]
- お気に召すまま（2019年7月30日 - 8月18日、東京芸術劇場 / 9月4日 - 8日、兵庫県立芸術文化センター阪急中ホール） - ジェイクス 役
- 忘れてもらえないの歌（2019年10月15日 - 30日、TBS赤坂ACTシアター / 11月4日 - 10日、オリックス劇場） - 良中一矢 役[110]
- ロビー・ヒーロー（2022年5月6日 - 2022年5月22日、新国立劇場）主演[111]

### ラジオドラマ
- 青春アドベンチャー 神去なあなあ日常（2010年9月20日 - 10月1日、NHK-FM） - 主演・平野勇気 役[112]
- FMシアター 心を拾う活版印刷所（2022年12月10日〈予定〉、NHK-FM） - 栗原康平 役[113]

### バラエティ番組
- 名前で呼ぶなって!（2007年4月 - 10月、tvk・チバテレビ・三重テレビ・KBS京都）
- カウントダウン・ドキュメント 秒ヨミ!（2009年4月5日 - 9月、中京テレビ）

### CM
- 東京ディズニーリゾート 「夏の魔法が、夜起こる」篇（2007年） - 木下美咲と共演
- ソフトバンクモバイル「3年犬組」篇（2008年） - 水田航生、谷村美月らと共演
- カルピス カルピスウォーター 「ガンバレ初恋 こっそり」篇・「ガンバレ初恋 いきおい」篇（2009年） - 川島海荷と共演
- NTT東日本 「ふたりの365日・夏」篇（2010年）・「ふたりの365日・冬」篇（2011年） - 新垣結衣と共演
- 森永製菓 ウイダーinゼリー「プレゼンベースボール」篇・「雨のジョギング」篇（2011年）
- NTTドコモ walk with you「ドライブネット / シュッパツ!」篇（2012年） - 渡辺謙、染谷将太と共演
- アサヒ カクテルパートナー「カラフルタイム篇」（2012年） - 夏帆と共演[114][115]
- ローソン「マチカフェ」（2014年）[116]
- コナミデジタルエンタテインメント「実況パワフルプロ野球」（2016年）[117]
- サッポロビール「ホワイトベルグ」（2017年） - アンバサダー就任[118]（WEB動画も公開[119]）
- フリーダムアーキテクツデザイン「ミエール」（2019年）[120]
- 花王「サクセス薬用育毛トニック」（2022年） - 原田泰造と共演[121]

### ミュージック・ビデオ
- 2BACKKA「ハレバレ」（2009年）[122]
- 高橋優「旅人」（2014年） - 映画『東京難民』での映像が使用されている[123]。
- 高橋優「太陽と花」リリックPV（2014年） - 中村直筆の文字が使用されている[124]。
- 忘れらんねえよ「明日とかどうでもいい」（2017年10月16日）[125]
- 絢香「百年十色」（2022年）[126]

### イベント
- プロ野球「横浜×阪神」始球式（2008年8月3日、横浜スタジアム）
- ファッションショー「福岡アジアコレクション（FACo）2010 SPRING-SUMMER」（2010年3月21日、福岡国際センター）
- ファッションショー「関西コレクション 2011 SPRING-SUMMER」（2011年2月11日、京セラドーム大阪） - シークレットゲスト[127]
- MUSIC FES With RACo2017（2017年11月3日、豊崎海浜公園）[128]

### ネット配信
- アメーバスタジオ「太陽のメッサ○○しゃべり太陽〜ニチゴジ〜 #5」ゲスト（2008年9月28日、Ameba Studio）
- goomo「ちょいと股旅MODE〜大山詣り篇〜」（2009年9月、goomo）
- アメーバスタジオ「IMALU&"JxJx"の超超超!!!自由時間 #24」ゲスト（2009年12月4日、Ameba Studio）
- dTV「眠れぬ真珠」（2015年4月22日 - 、） - 徳永素樹 役

## 作品

### 写真集
- 蒼日和（2008年10月3日、主婦と生活社） ISBN 9784391136876
- ハタチ（2011年3月4日、講談社） ISBN 9784062167727

### 書籍
- 北村栄基と中村蒼のLet's lovinglish!―イケメンに口説かれながら学ぶ! 恋愛英会話（笑って覚える英会話シリーズ、DVD付き）（2007年10月、大阪書籍） ISBN 9784754850197

### 雑誌連載
- Cinema★Cinema「中村蒼のa Day In The Life」（No.31 [2011年4月] - 、学研パブリッシング）

### 映像作品
- 名前で呼ぶなって! REAL FACEシリーズ 中村蒼 〜I'll do my best together〜（2007年9月21日、ジェネオン・ユニバーサル・エンターテイメントジャパン）
- Holiday（2009年11月25日、Air homme）